# 200-е годы до н. э.
200-е (двухсо́тые) го́ды до на́шей э́ры по пролептическому юлианскому календарю — промежуток времени с 1 января 209 года до н. э. по 31 декабря 200 года до н. э., включающий с 209 по 201 годы 10-го десятилетия III века и 200 год 1-го десятилетия II века 1-го тысячелетия до н. э. Им предшествовали 210-е годы до н. э., за ними следовали 190-е годы до н. э. Они закончились 2225 лет назад.

## Важнейшие события
- Китай и Степь:
  - В Китае основана династия Хань (206 до н. э. — 220 н. э).
  - 209 — Модэ провозглашён шаньюем над Хунну.
  - 205 — Модэ одержал победу над племенами леуфань и баянь в Ордосе.
  - Ок. 205 — Модэ вмешивается в гражданскую войну в Китае.
  - 203 — Хунну подчинили себе северные племена хуньюй и кюэше — пракыпчаки, обитавшие тогда на север от Алтая и гэгунь — пракыргызов, живших в Западной Монголии, возле озера Кыргызнор.
  - 202 — Шаньюй Модэ занимает крепость Маи, которая превращается в опорный пункт для дальнейших боевых действий.
  - 200 — Шаньюй Модэ вновь в Китае: битва с армией Императора Гао-цзи. Мирный договор Хунну с Китаем.
- После нескольких поражений Римская республика одержала победу во Второй Пунической войне против Ганнибала.
- 201/200 — селевкидский царь Антиох III аннексирует Армению, свержение царя Ерванда IV и династии Ервандидов. Наместником (стратигом) Армении становится Арташес I[1][2].
- 200 — Начало Второй Македонской войны (200—197 до н. э.).